# وهوس
وهوس (به لاتین: Vehus) یک منطقهٔ مسکونی در نروژ است که در اوست آدر واقع شده‌است.